# Цукудян, Джордже
Джо́рдже Ма́риус Цукудя́н (рум. George Marius Țucudean; 30 апреля 1991, Арад) — румынский футболист, нападающий.

## Карьера
Начал футбольную карьеру в клубах родного города — молодёжной команде «Атлетико» (Арад) и клубе второго дивизиона УТА (Арад). Перед началом сезона 2010/11 подписал контракт с бухарестским «Динамо», но был отдан в полугодичную аренду обратно в УТА.
За бухарестское «Динамо» Георге Цукудян сыграл первый матч 1 апреля 2011 года. В следующем сезоне отыграл за столичный клуб уже 30 матчей и дебютировал в Лиге Европы. В июле 2012 года в матче Суперкубка Румынии против ЧФР сделал дубль и был признан лучшим игроком матча, а через две недели, в первой игре чемпионата против КСМС (Яссы) забил 4 гола.

## Факты
- Защищал цвета сборной Румынии (возраст игроков не старше 17 лет). Первый матч — 27 октября 2007 года на выезде против сборной Фарерских островов (0:0).
- В составе «Динамо» в турнирах под эгидой УЕФА дебютировал в возрасте 20 лет в матче Третьего отборочного раунда Лиги Европы против хорватского «Вараждина» (2:2).
- В матче против КСМС (Яссы) оформил покер. В итоге «Динамо» разгромило соперника со счётом 5:2.